# Lupinus ×russellii
Espèce
Lupinus ×russellii, le lupin de Russell, est une gamme de lupins hybrides obtenus par George Russell (en) dans son jardin de York. Le lupin de Russell est souvent cultivé dans les jardins pour ses floraisons multicolores et spectaculaires.

## Hybridation et sélection
George Russell a laissé s'opérer des hybridations spontanées entre Lupinus polyphyllus, Lupinus arboreus, Lupinus sulphureus et d'autres espèces annuelles inconnues. Il a sélectionné rigoureusement les lupins qui lui paraissaient les meilleurs. Il refusait au départ de commercialiser ses variétés, mais se résolut en 1936 à collaborer avec la pépinière Baker de Boningdale (Albrighton), à condition de pouvoir continuer de sélectionner les lupins suivant ses standards.

## Variétés originelles de George Russell
- Lupin 'chandelier' jaune
- Lupin 'la demoiselle' blanc
- Lupin 'le gentilhomme' bleu et blanc (synonyme 'governor' et 'Kastellan')
- Lupin 'les pages' rouge
- Lupin 'mon château' rouge
- Lupin 'la châtelaine' rose et blanc

## Galerie

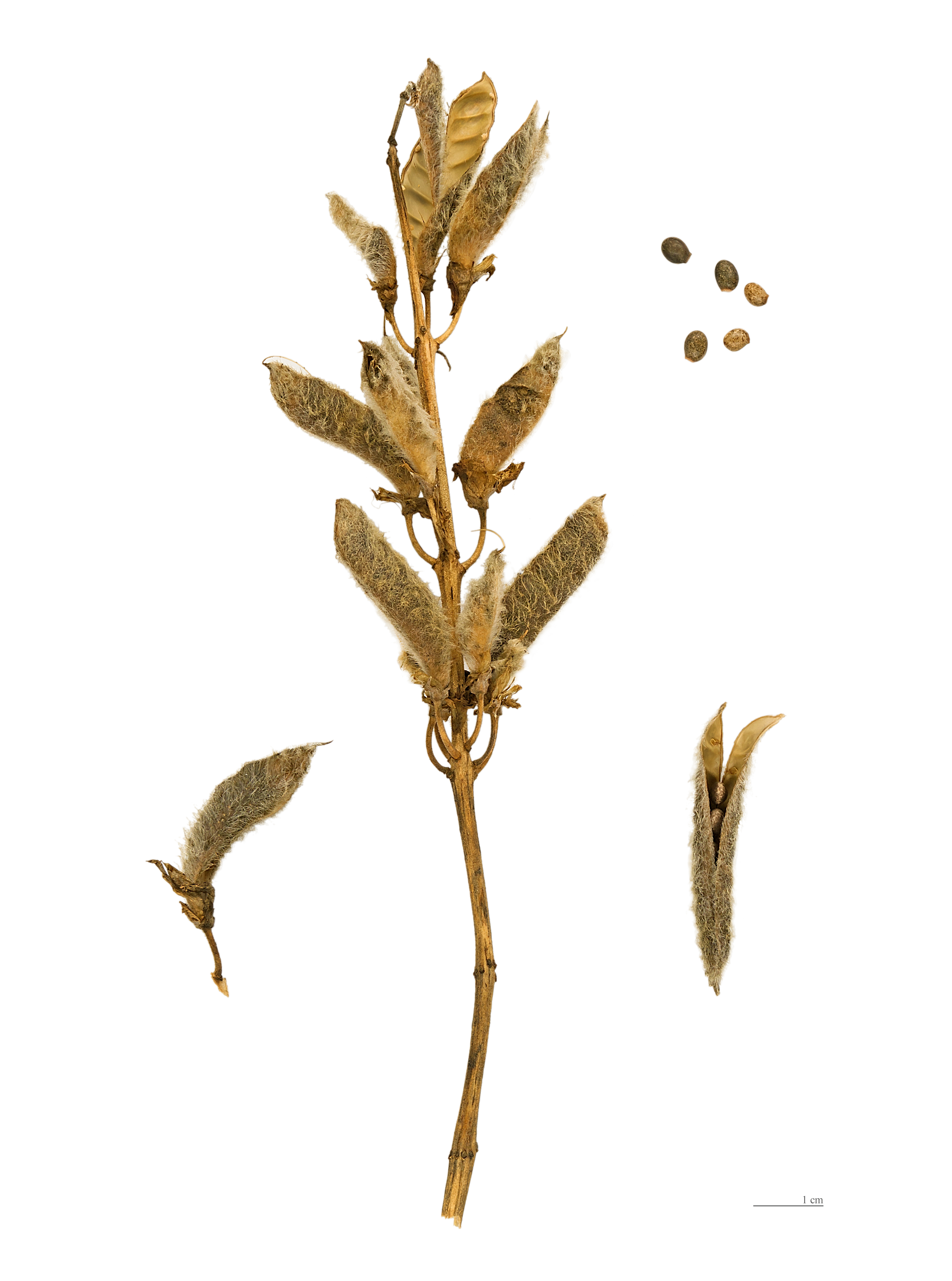
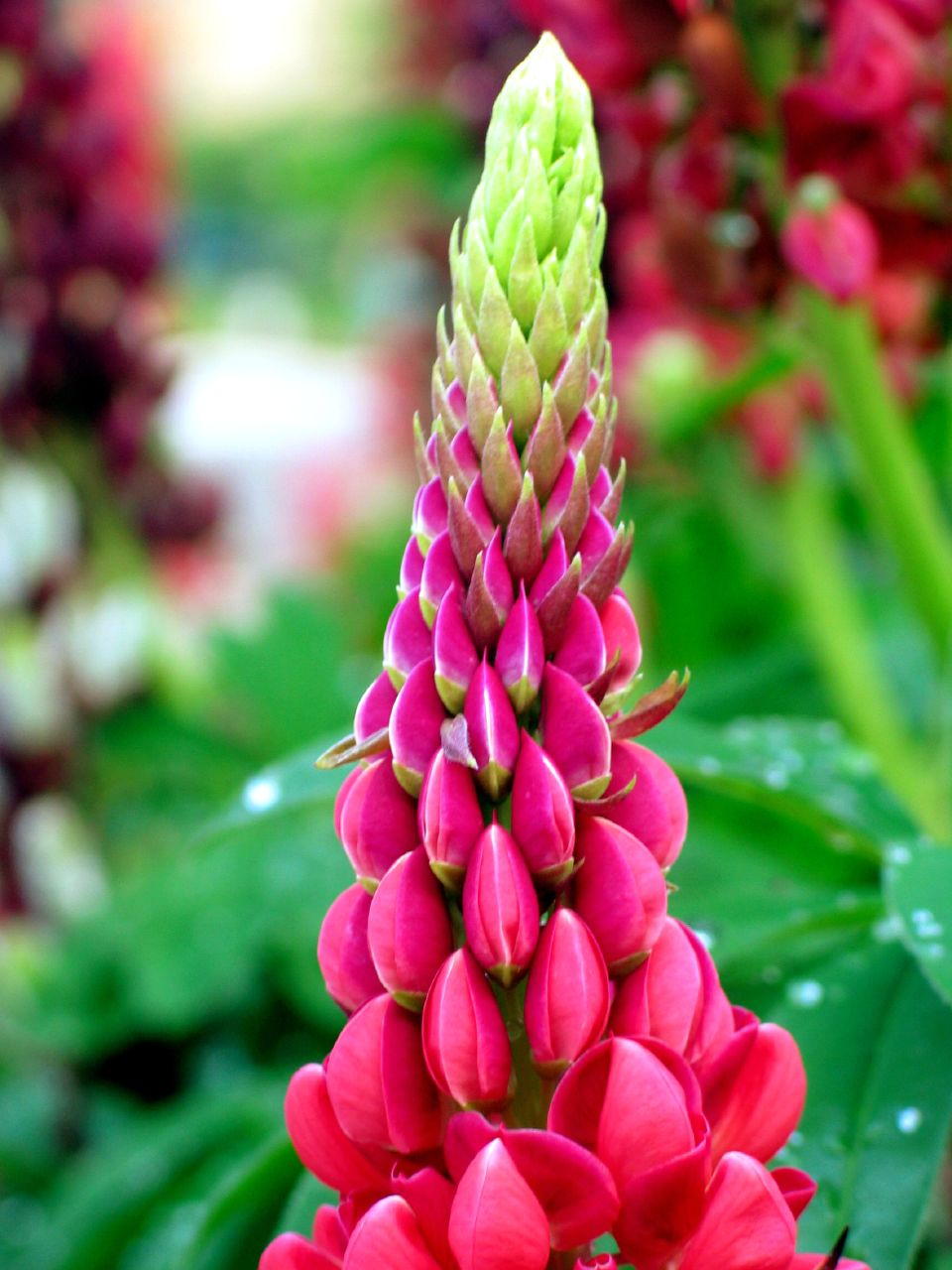
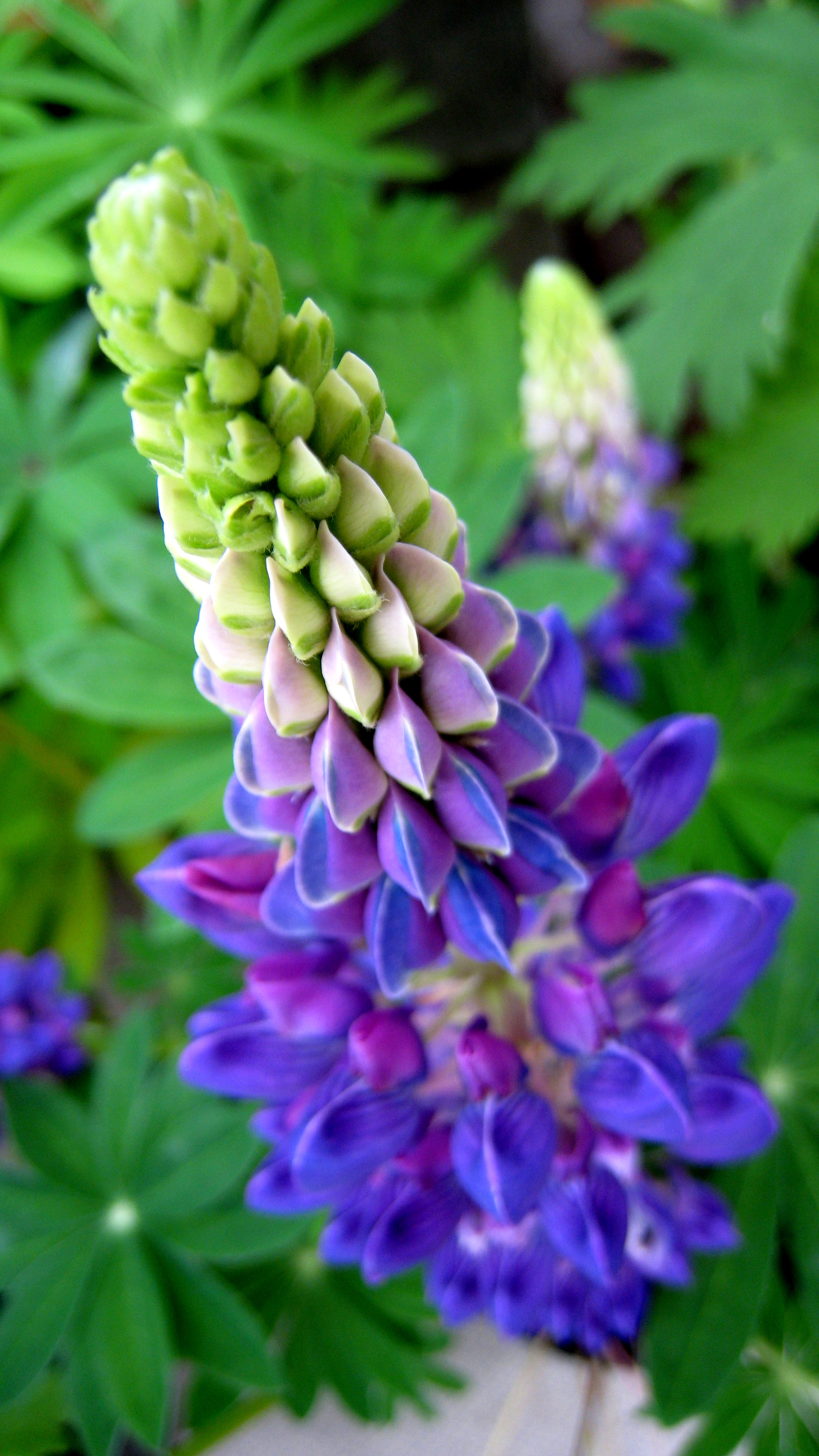
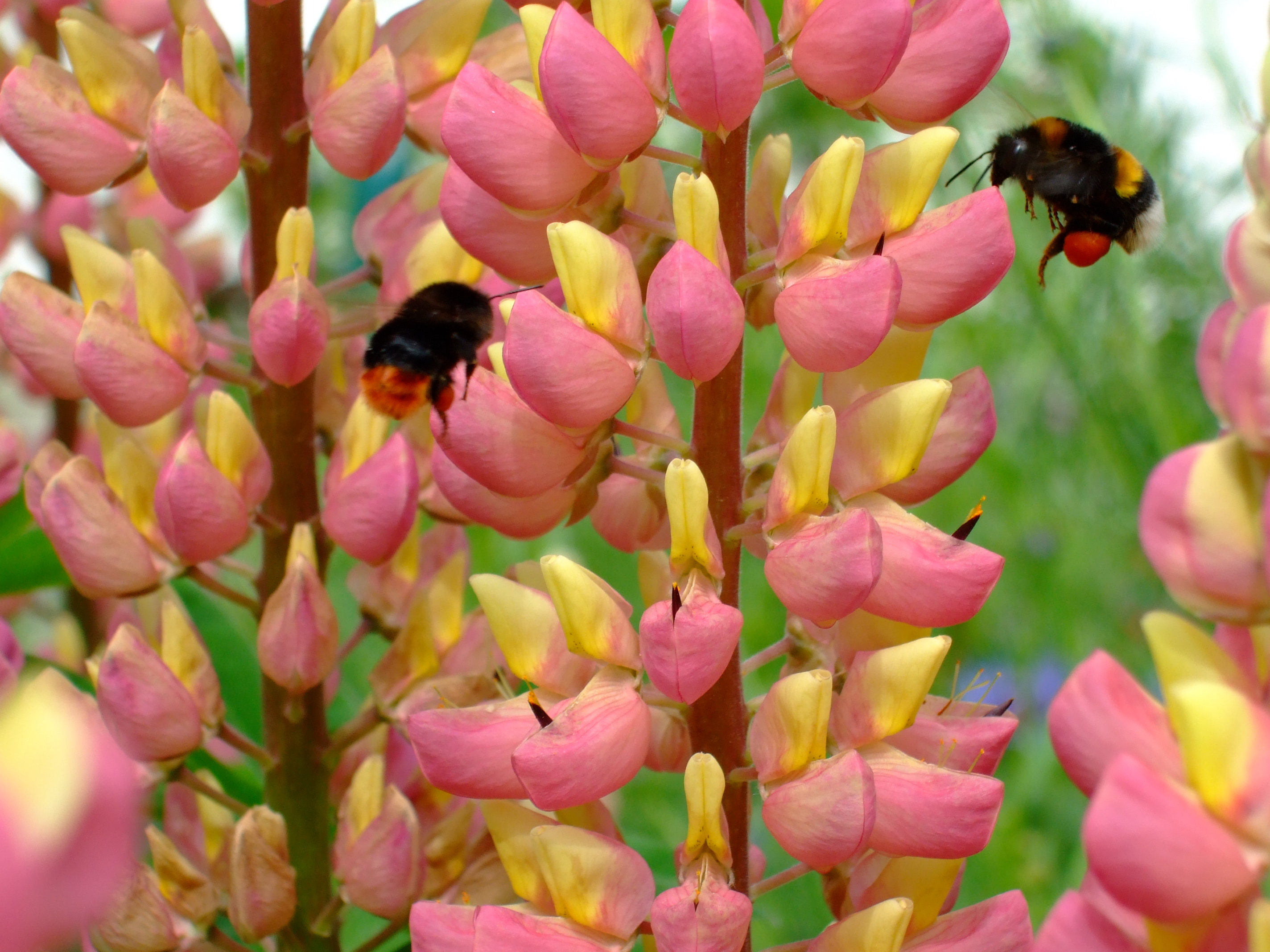
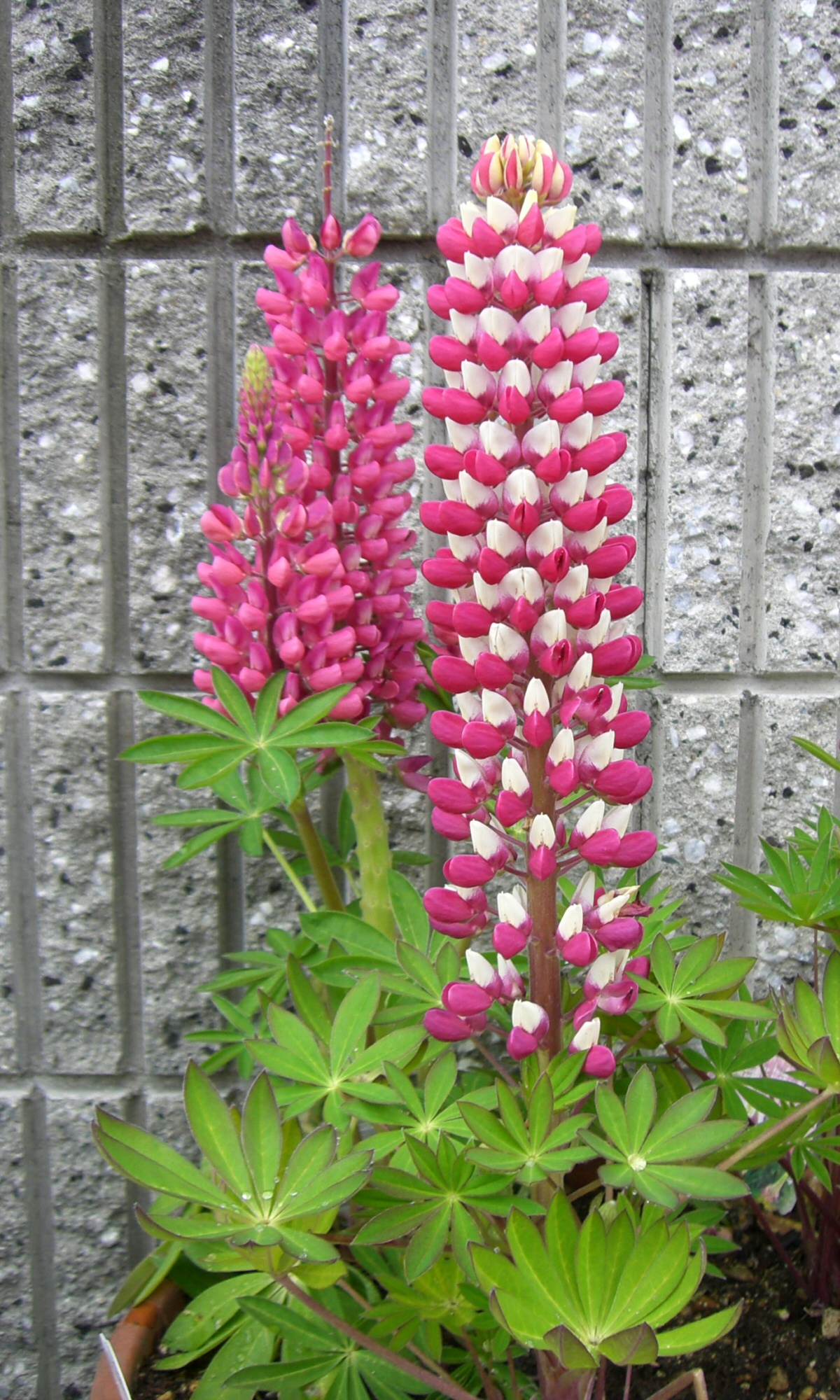